# Pentatlo moderno nos Jogos Olímpicos de Verão da Juventude de 2014
O pentatlo moderno nos Jogos Olímpicos de Verão da Juventude de 2014 decorreu entre 22 e 26 de Agosto no Centro Olímpico de Desportos de Nanquim, em Nanquim, China.

## Qualificação
Cada Comité Olímpico Nacional (CON) pode participar com dois atletas, um de cada sexo. Como anfitriões, a China teve direito à quota máxima, mas só enviou uma atleta feminina. Outras quatro vagas, duas de cada sexo, seriam atribuídas pela Comissão Tripartida mas acabaram por não ser dadas. Estes lugares foram redistribuídos para os rankings mundiais. As restantes 42 vagas foram decididas em três fases: primeiro, quatro torneios de qualificação regionais realizados em 2013; depois os Campeonatos A da Juventude de 2014, e por fim os Rankings Mundiais Olímpicos A da Juventude.
Para poderem participar nas Olimpíadas da Juventude, os atletas têm que ter nascido entre 1 de Janeiro de 1996 e 31 de Dezembro de 1999.
Masculino
| Evento                                                     | Local            | Data                                   | Total de vagas | Qualificados |
| ---------------------------------------------------------- | ---------------- | -------------------------------------- | -------------- | --- |
| Anfitriões                                                 | -                | -                                      | 0              | CHN China |
| Qualificações Europeias para as Olimpíadas da Juventude    | Caldas da Rainha | 19 a 22 de Setembro de 2013            | 3              | RUS Alexander Lifanov HUN Gergely Regos ITA Gianluca Micozzi |
| Competição de Qualificação da Ásia e Oceânia para os JOJ   | Astana           | 27 e 28 de Setembro de 2013            | 2              | KAZ Artem Drobotov KOR Gilung Park |
| Competição de Qualificação da Ásia e Oceânia para os JOJ   | Astana           | 27 e 28 de Setembro de 2013            | 1              | AUS Max Esposito |
| Qualificação Africana para as Olimpíadas da Juventude      | Abidjan          | 8 a 10 de Novembro de 2013             | 1              | EGY Sherif Nazier |
| Qualificação Pan-Americana para as Olimpíadas da Juventude | Acapulco         | 30 de Novembro a 1 de Dezembro de 2013 | 2              | VEN Berengerth Seguera MEX Ricardo Vera |
| Campeonatos Mundiais A da Juventude                        | Budapeste        | 14 a 18 de Maio de 2014                | 8              | UKR Anton Kuznetsov POL Bartosz Hoffmann USA Brendan Anderson LTU Dovidas Vaivada FRA Gabriel Cianelli AUT Gustav Gustenau CZE Martin Vlach BLR Mikita Harnastaeu |
| Ranking Mundial Olímpico A da Juventude de Pentatlo        | -                | 1 de Junho de 2014                     | 7              | POR Daniel Lopes GBR Henry Choong ESP Joan Gispert LAT Nikita Bistrovs KGZ Radion Khripchenko GUA Wilhelm Picon BUL Yavor Peshleevski                             |
| TOTAL                                                      |                  |                                        | 24             | |

Feminino
| Evento                                                     | Local            | Data                                   | Total de vagas | Qualificados |
| ---------------------------------------------------------- | ---------------- | -------------------------------------- | -------------- | --- |
| Anfitriões                                                 | -                | -                                      | 1              | CHN Zhong Xiuting |
| Qualificações Europeias para as Olimpíadas da Juventude    | Caldas da Rainha | 19 a 22 de Setembro de 2013            | 3              | RUS Adelina Ibatullina LTU Aurelija Tamasauskaite GBR Francesca Summers                                                                                 |
| Competição de Qualificação da Ásia e Oceânia para os JOJ   | Astana           | 27 e 28 de Setembro de 2013            | 2              | KOR Juhye Choi KGZ Valerya Uvarova |
| Competição de Qualificação da Ásia e Oceânia para os JOJ   | Astana           | 27 e 28 de Setembro de 2013            | 1              | AUS Marina Carrier |
| Qualificação Africana para as Olimpíadas da Juventude      | Abidjan          | 8 a 10 de Novembro de 2013             | 1              | EGY Morsy Haydy |
| Qualificação Pan-Americana para as Olimpíadas da Juventude | Acapulco         | 30 de Novembro a 1 de Dezembro de 2013 | 2              | GUA Isabel Brand CHI Javiera Rosas |
| Campeonatos Mundiais A da Juventude                        | Budapeste        | 14 a 18 de Maio de 2014                | 8              | GER Anna Matthes HUN Anna Zs Toth ESP Aroa Freije ITA Aurora Tognetti TUR Ilke Ozyuksel BLR Iryna Prasiantsova CZE Jolana Hojsakova UKR Yana Polishchuk |
| Ranking Mundial Olímpico A da Juventude de Pentatlo        | -                | 1 de Junho de 2014                     | 6              | ARG Ailen Cisneros CAN Kali Sayers FRA Laure Roset MEX Martha Derrant POR Maria Migueis KAZ Olessya Mylnikova                                           |
| TOTAL                                                      |                  |                                        | 24             | |

## Calendário
O calendário foi publicado pelo Comité Organizador dos Jogos Olímpicos da Juventude de Nanquim.
Todos os horários são pela hora padrão chinesa (UTC+8).
| Data         | Dia da semana | Hora de início | Evento                                                     |
| ------------ | ------------- | -------------- | ---------------------------------------------------------- |
| 22 de Agosto | 6ª Feira      | 10:00          | Esgrima feminino (todos contra todos)                      |
| 22 de Agosto | 6ª Feira      | 14:00          | Esgrima masculino (todos contra todos)                     |
| 23 de Agosto | Sábado        | 14:30          | Natação feminino                                           |
| 23 de Agosto | Sábado        | 16:00          | Esgrima feminino (torneio em escada)                       |
| 23 de Agosto | Sábado        | 17:30          | Evento combinado feminino                                  |
| 24 de Agosto | Domingo       | 14:30          | Natação masculino                                          |
| 24 de Agosto | Domingo       | 16:00          | Esgrima masculino (torneio em escada)                      |
| 24 de Agosto | Domingo       | 17:30          | Evento combinado masculino                                 |
| 26 de Agosto | 3ª Feira      | 08:30          | Estafeta/Revezamento mista de esgrima (todos contra todos) |
| 26 de Agosto | 3ª Feira      | 13:30          | Estafeta/Revezamento mista de natação                      |
| 26 de Agosto | 3ª Feira      | 15:00          | Estafeta/Revezamento mista de esgrima (torneio em escada)  |
| 26 de Agosto | 3ª Feira      | 17:30          | Estafeta/Revezamento mista do evento combinado             |

## Medalhistas
| Evento                              | Ouro                                                              | Prata                                                        | Bronze                                                         |
| ----------------------------------- | ----------------------------------------------------------------- | ------------------------------------------------------------ | -------------------------------------------------------------- |
| Individual masculino detalhes       | Alexander Lifanov RUS Rússia                                      | Gergely Regos HUN Hungria                                    | Dovidas Vaivada LTU Lituânia                                   |
| Individual feminino detalhes        | Zhong Xiuting CHN China                                           | Francesca Summers GBR Grã-Bretanha                           | Anna Matthes GER Alemanha                                      |
| Estafeta/Revezamento misto detalhes | POR Maria Teixeira UKR Anton Kuznetsov IOC Equipes internacionais | HUN Anna Zs Tóth MEX Ricardo Vera IOC Equipes internacionais | ITA Aurora Tognetti KOR Gilung Park IOC Equipes internacionais |

## Quadro de medalhas
| Ordem | País                       | Medalha de ouro | Medalha de prata | Medalha de bronze |   |
| ----- | -------------------------- | --------------- | ---------------- | ----------------- | - |
| –     | IOC Equipes internacionais | 1               | 1                | 1                 | 3 |
| 1     | CHN China                  | 1               |                  |                   | 1 |
|       | RUS Rússia                 | 1               |                  |                   | 1 |
| 3     | GBR Grã-Bretanha           |                 | 1                |                   | 1 |
|       | HUN Hungria                |                 | 1                |                   | 1 |
| 5     | GER Alemanha               |                 |                  | 1                 | 1 |
|       | LTU Lituânia               |                 |                  | 1                 | 1 |
| TOTAL | TOTAL                      | 3               | 3                | 3                 | 9 |